# Берест Роман Ярославович
Берест Роман Ярославович (нар. 9 травня 1957, м. Радехів) — український історик, археолог, доктор історичних наук, професор, завідувач кафедри соціально-гуманітарних дисциплін Львівського інституту економіки і туризму.

## Біографія

### Освіта
Із відзнакою закінчив історичний факультет Львівського державного університету ім. Івана Франка (1988 р.). Упродовж 1991—1994 рр. навчався в аспірантурі Львівського університету.

### Наукова діяльність
1995 р. захистив дисертацію на здобуття вченого ступеня кандидата історичних наук (тема: "Профспілковий рух на західноукраїнських землях у міжвоєнний період (1921—1939 рр.)
Після закінчення університету 20 років працював асистентом, старшим викладачем, доцентом кафедри археології, історії стародавнього світу і середніх віків, а також старшим науковим співробітником лабораторії археологічних досліджень НДЛ-81 історичного факультету. Відкрив та дослідив низку археологічних й спелеологічних пам'яток Галичини. У 1995 р. став одним із засновників, членом редколегії та редактором фахового видання «Археологічні дослідження Львівського університету». Підготував двох кандидатів історичних наук.
У вересні 2009 р. перейшов з Львівського національного університету імені Івана Франка на посаду проректора з наукової роботи і туризму у Львівський інститут економіки і туризму. В жовтні цього ж року також був призначений завідувачем кафедри соціально-гуманітарних дисциплін Інституту. 
Керував низкою госпдоговірних та бюджетних науково-дослідних тем. 
В період 2009—2014 рр. працював секретарем підкомісії з туризму Міністерства освіти і науки України.
В 2012 р. захистив дисертаційне дослідження на здобуття вченого ступеня доктора історичних наук (тема: «Середньовічні монастирі Галичини (житло і побут)». 2015 року отримав вчене звання професор кафедри соціально-гуманітарних дисциплін Львівського інституту економіки і туризму.
Зараз є членом Вченої та Науково-методичної ради Інституту, членом Спеціалізованої ради по захисту докторських і кандидатських дисертацій з спеціальностей історія України та етнологія Прикарпатського національного університету ім. В.Стефаника, членом редколегій кількох наукових збірників.
Викладає навчальний предмет «Історія та культура України», «Методика виконання наукових досліджень», «Ораторське мистецтво»
Область наукових інтересів: археологія, спелеологія, етнографія, краєзнавство, середньовічна та новітня історія України, туризмознавство.

### Нагороди
- Грамоти Об'єднання Профспілок Львівщини, Федерації Профспілок України (1995, 1997, 1998, 2000, 2004, 2007),
- Почесна грамота Федерації профспілок України (2010),
- Грошова премія та нагрудний знак Федерації професійних спілок України «Профспілкова відзнака» (2013, за наукове відкриття та отримані результати досліджень з історії професійних спілок України),
- Подяка мера Львова А.Садового (2016),
- Подяка Федерації профспілок України (2017).

## Публікації
Опублікував понад 200 наукових, науково-методичних, науково-популярних, навчальних та інших праць у вітчизняних та зарубіжних виданнях:
- Нариси історії профспілкового руху в Західній Україні. 1817—1939 рр. — Дрогобич, 1995. — 160 с.;
- Нариси історії професійних спілок України. — Київ, 2002. — 792 с. (колект.);
- Історія Стародавнього Сходу. Практикум. — Львів: Вид-во ЛНУ ім. І.Франка, 2004. — 232 с.;
- Середньовічні монастирі Галичини (житло і побут). — Львів. 2011. — 332 с.;
- Історико-культурна спадщина чернецтва та методика її наукового дослідження. — Львів, 2012. — 168 с.;
- Управління конкуренто-спроможністю в туризмі: макро і макрорівень. — Львів, 2012. — 208 с. (колект.);
- Історія України. Посібник для студентів туристичного профілю. — Львів: Галицька видавнича спілка, 2014. — 336 с. (с співавторстві з Козак Г. Ю.);
- Туристичне краєзнавство. Посібник для студентів туристичного профілю. — Львів, 2015. 312 с. (у співавторстві — Безручко Л. С.) та ін.).